# 王盛槐
王盛槐（1956年12月—），男，土家族，贵州沿河人，中华人民共和国军事人物，中国人民解放军少将，曾任中共贵州省委常委，贵州省军区司令员。